# Aeroportul Bonnyville
Aeroportul Bonnyville (IATA: YBY, ICAO: CYBF) este un aeroport din Alberta, Canada.
Situat la o altitudine de 561 m, aeroportul dispune de 1 pistă.

## Infrastructură

### Piste
Aeroportul dispune de o singură pistă. Pista are orientarea 08/26. 